# Rue Léopold-Cassegrain
La rue Léopold-Cassegrain est une voie de Nantes, en France.

## Situation et accès
Située dans le centre-ville de Nantes, la rue Léopold-Cassegrain, une artère bitumée, ouverte à la circulation automobile qui relie la place de Bretagne à la place Saint-Similien et rencontre la rue Edmond-Prieur à la moitié de son tracé.

## Origine du nom
Elle porte le nom de Léopold Cassegrain, industriel et un homme politique qui fut maire de Nantes de 1929 à 1935.

## Historique
L'artère a été créée de toutes pièces lors de la reconstruction de la ville après la Seconde Guerre mondiale. En effet, durant le conflit, le quartier environnant la place de Bretagne est sérieusement endommagé par les bombardements des 16 et 23 septembre 1943. 

La voie reçoit, par délibération du conseil municipal du 26 juin 1961, son nom actuel. 

On profite alors de cette reconstruction pour réorganiser le plan de circulation en créant une voie reliant deux des principales places du quartier.

La moitié sud de la voie, en deçà de la rue Edmond-Prieur est bordée à l'est par la Poste centrale de Nantes. Au-delà, l'artère conserve des immeubles ayant survécu aux bombardements.
En 1984, le centre communal d'action sociale (C.C.A.S) de la ville de Nantes vient s'installer dans un immeuble bordant le côté nord-est de la voie construit à cet effet (le C.C.A.S siégeait jusqu'alors rue d'Enfer).